# Radkersburg Umgebung
Radkersburg Umgebung var en kommun i distriktet Südoststeiermark i förbundslandet Steiermark i Österrike. Den bestod av nio orter (Ortschaften) (inom parentes invånarantal 1 januari 2024):

- Altneudörfl (528)
- Dedenitz (61)
- Goritz bei Radkersburg (250)
- Hummersdorf (148)
- Laafeld (333)
- Pfarrsdorf (107)
- Pridahof (60)
- Sicheldorf (169)
- Zelting (105)

Kommunen blev den 1 januari 2015 en del av kommunen Bad Radkersburg. 